# Senderos de Gran Recorrido de Asturias

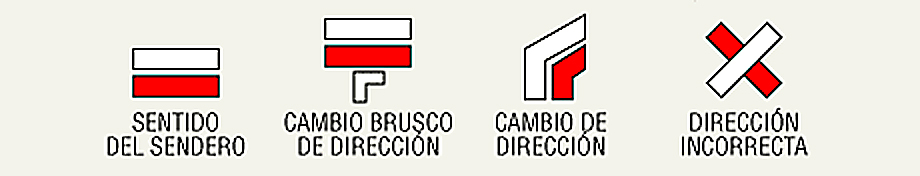
Señales en los senderos GR.

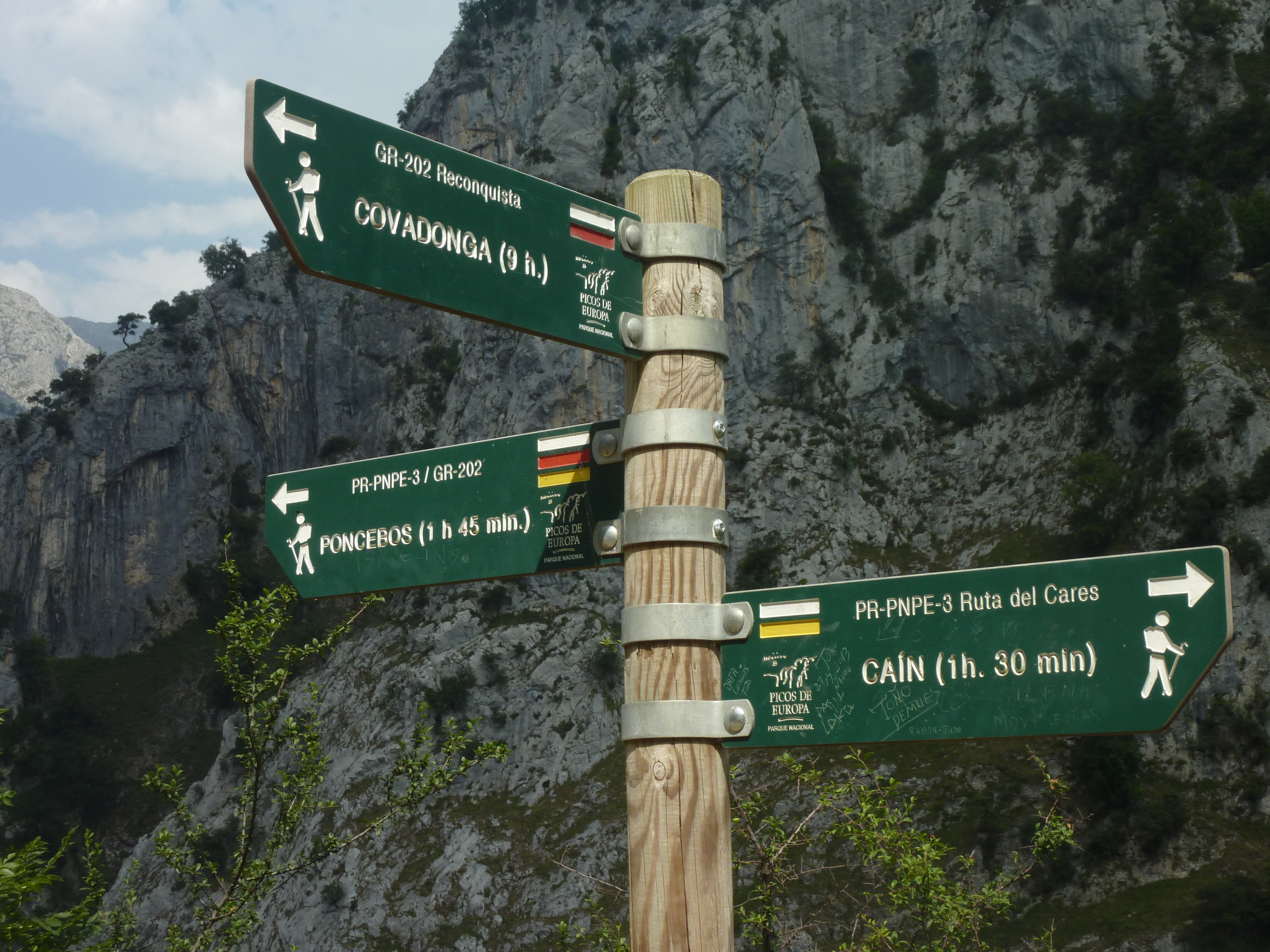
Indicadores del GR-202 y del PR-PNPE-3 en Asturias.

Los Senderos de Gran Recorrido de Asturias son aquellas rutas de senderismo consideradas oficialmente de Gran Recorrido (GR) y balizadas por la Federación Española de Deportes de Montaña y Escalada que pasan por Asturias, España.
Siguen en términos de distancia a los de Pequeño Recorrido, con trayectos superiores a los 50 Kilómetros. Están señalizados con una marca de pintura consistente en dos rayas horizontales, una blanca sobre otra roja. 

## Senderos
- GR-100 / Ruta de la Vía de la Plata / Gijón - Sevilla
- GR-101 / Camino Real del Puerto de la Mesa / Torrestío - Puerto de San Lorenzo - Dolia - Grado
- GR-102 / Camino Real del Sellón o Faceu / Lozana - Sierra de Giblaniella - Sierra de Pandemules - Puerto de Tarna
- GR-103 / Senda Romana de Caoro / Tielve - Arenas de Cabrales
- GR-105 / Ruta de las Peregrinaciones / Oviedo - Bendición - Alto del Espinadal - Puente Miera - Espinaredo - Villamayor - Cangas de Onís - Covadonga
- GR-106 / Ruta de San Melchor / Oviedo - Pedroveya - Salcedo - Cortes (Lindes)
- GR-108 / Travesía Andariega / Gijón - Amandi - Miyares - Covadonga
- GR-109 / Asturias Interior / Panes - Alles - Carreña - Benia de Onís - Cangas de Onís - Villamayor - Espinaredo - Fresnedal - Los Melendreros - Entralgo - Bello - Santibáñez - Campomanes - Llanuces - Bárzana - Villanueva - Villamayor - Dolia - Belmonte - Boinás - Tuña - Onón - Corias - Besullo - Berducedo - Grandas - Castro - Santa Eulalia de Oscos
- GR-200 / Ruta de los Palacios / Posada de Llanera - Ferroñes - Villayo - Posada de Llanera
- GR-201 / Senda del Arcediano / Puerto del Pontón - Soto de Sajambre - Amieva - Puente Dobra
- GR-202 / Ruta de la Reconquista / Covadonga - Vega de Comeya - Poncebos - Sotres - Cosgaya
- GR-203 / Por donde anda el Oso / Corias - Defradas - Monasterio del Coto - Seroiro - San Antolín de Ibias - Alguerdo - Sisterna - Cerredo - Leitariegos - Genestoso - El Acebo - Corias
- GR-204 / Senda Costera E-9 / Ribadedeva - Vegadeo
- GR-205 / Ruta de la Escrita o de los Vaqueiros de alzada / Puerto de Somiedo - La Riera - Belmonte - Cornellana - Pravia
- GR-206 / Gran Ruta de Riosa / La Vega - San Adriano - La Vega
- GR-207 / Camino Real del Puerto de Ventana o Ruta de las Reliquias / Puerto de Ventana - Arrojo - Pedroveya
- GR-208 / Anillo ciclista de la Montaña Central / Aller - Lena - Mieres - Morcín - Ribera de Arriba - Riosa